# Coupe du Maroc de football 1996-1997
 (avril 2024).
Si vous disposez d'ouvrages ou d'articles de référence ou si vous connaissez des sites web de qualité traitant du thème abordé ici, merci de compléter l'article en donnant les références utiles à sa vérifiabilité et en les liant à la section « Notes et références ».
Navigation
Édition précédente Édition suivante
La saison 1996-1997 de la Coupe du Trône est la quarante-unième édition de la compétition. 
Le Wydad Athletic Club remporte la coupe au détriment du Kawkab de Marrakech sur le score de 1-0 au cours d'une finale jouée dans le Complexe Sportif Moulay Abdallah à Rabat. Le Wydad Athletic Club remporte ainsi cette compétition pour la septième fois de son histoire.

## Déroulement

### Huitièmes de finale
| Équipe 1            | Équipe 2            | Résultat |
| Union de Sidi Kacem | Wydad Athletic Club | 1 - 5    |
| Kawkab de Marrakech | Raja Club Athletic  | 1 - 0    |
| ???                 | ???                 | ? - ?    |
| ???                 | ???                 | ? - ?    |
| ???                 | ???                 | ? - ?    |
| ???                 | ???                 | ? - ?    |
| ???                 | ???                 | ? - ?    |
| ???                 | ???                 | ? - ?    |

### Quarts de finale
| Équipe 1                     | Équipe 2                     | Résultat |
| Wydad Athletic Club          | CODM Meknès                  | 5 - 1    |
| Kawkab de Marrakech          | Hassania d'Agadir            | 2 - 1    |
| Jeunesse Sportive El Massira | Ittihad Riadi Fkih Ben Salah | 1 - 0    |
| Sporting de Salé             | AS Salé                      | 3 - 1    |

### Demi-finales
| Équipe 1            | Équipe 2                     | Résultat |
| Wydad Athletic Club | Jeunesse Sportive El Massira | 3 - 2    |
| Kawkab de Marrakech | Sporting de Salé             | ? - ?    |

### Finale
La finale oppose les vainqueurs des demi-finales, le Wydad Athletic Club face au Kawkab de Marrakech au Complexe Sportif Moulay Abdallah à Rabat.
| Coupe du Trône : Finale 1997 | Wydad Athletic Club | 1 - 0 | Kawkab de Marrakech | Complexe Sportif Moulay Abdallah, Rabat |                         |
| 12 juillet 1997              |                     |       |                     | Arbitrage : Yahya Hadqa                 | Arbitrage : Yahya Hadqa |
| 12 juillet 1997              |                     |       |                     | Arbitrage : Yahya Hadqa                 | Arbitrage : Yahya Hadqa |